# Pravo u 1558.
◄◄ | ◄ | 1555. | 1556. | 1557. | 1558.  | 1559. | 1560. | 1561. | ► | ►►
Arhitektura • Astronomija • Glazba • Kazalište • Kiparstvo • Knjige • Književnost • Kršćanstvo • Medicina • Politika • Pravo • Promet • Slikarstvo • Znanost
Pravo u 1558.

## Hrvatska i u Hrvata

### Događaji
- Grožnjanski statut

## Vanjske poveznice
|  | Zajednički poslužitelj ima još gradiva o temi Pravo |